# Raión de Zavod (Zaporiyia)
Raión de Zavod (en ucraniano: Заводський район) es un raión o distrito urbano de Ucrania, en la ciudad de Zaporiyia.

## Demografía
Según estimación 2010 contaba con una población total de 60945 habitantes.